# 台北市召會
臺北市召會是設立於臺灣臺北市的「召會」（常以「教會聚會所」登記），目前擁有超過100個聚會所。

## 歷史

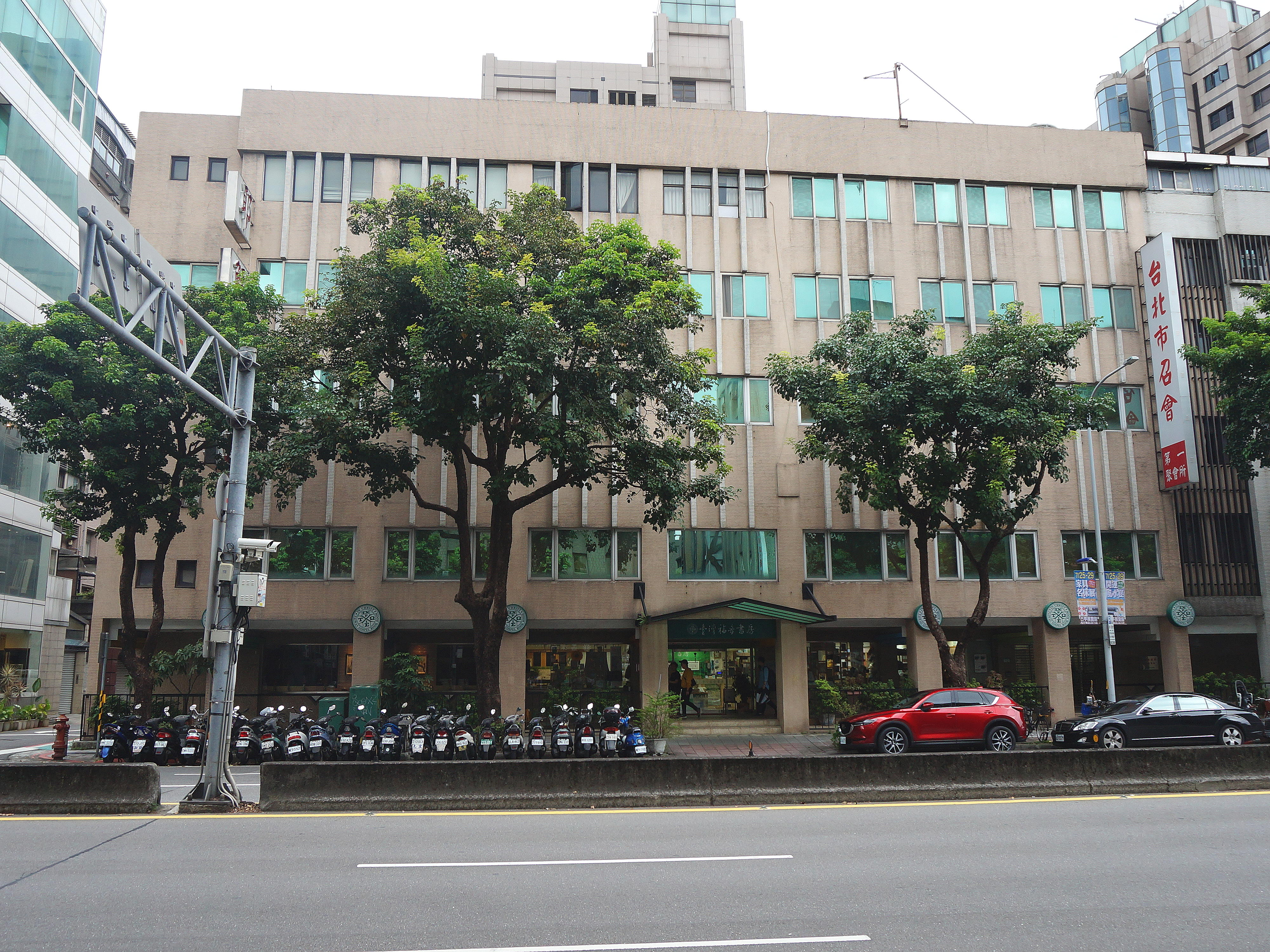
臺北市召會第一聚會所

1946年日本戰敗以後，陸續有來自中國大陸「地方教會」（現稱「召會」）的基督徒遷居台灣，開始在一起禱告、讀《聖經》；1947年5月，開始舉行擘餅聚會，是臺北市召會的開端。 
1948年底，倪柝聲弟兄和李常受弟兄交通，都覺得臺灣的見證應當加強，所以拍電報給在青島的張晤晨、孫豐露、劉效良三位弟兄，請他們和在上海的趙靜懷弟兄到台灣去，他們四家也接受負擔，就在1948年底去了臺灣。到了，1949年初，張郁嵐弟兄因為在政府機關作事，也隨著政府到台灣。倪柝聲弟兄與李常受弟兄交通，並寫信給他們，請他們五位正式負台北召會長老的責任。 從此臺北召會就上了軌道，有了帶領。
1949年初，臺北常聚會的信徒不足100人。這一年5月，在上海政局变化前夕，李常受受倪柝聲指示，全家來到臺北，從8月開始大傳福音，到年底聚會人數達到900人。幾年內，聚會人數又增加到數萬人。
李常受在臺北市仁愛路上买地建造可容纳300人聚會的第一处聚会場所，旋于1949年8月1日正式在此新会所开始聚会。根据2001年统计，台北市召会拥有70处聚会所，数万信徒。
1998年，臺北市召會在信義區信義路與基隆路口建造了信基大樓，包括樓上二十二層與地下五層。信基大樓三至五樓為臺北市召會自用，二十二樓有臺灣福音書房編輯部及部分會所單位，其餘樓層出租。
臺北市召會第五十聚會所成立於2013年1月6日；第一百聚會所成立於2021年11月14日。

## 信仰

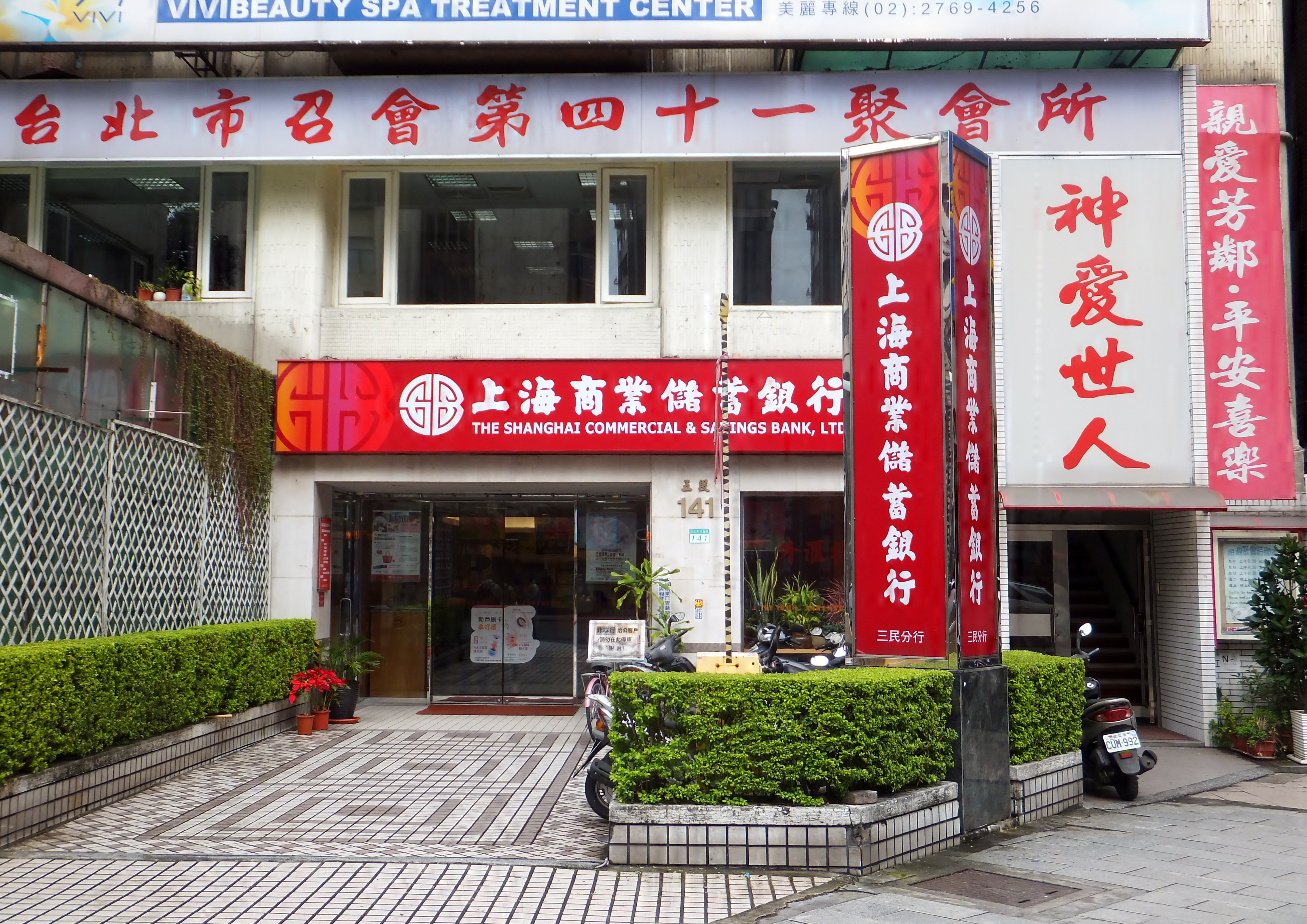
臺北市召會第四十一聚會所

臺北市召會主張承襲宗教改革以來基督徒的信仰，並強調唯獨聖經。因此，不強調信經，也不接受因為基督新教或天主教傳統或習俗而與聖經違背的神學。
臺北市召會的信仰聲明：
1. 我們相信：全本聖經是神完整的啟示，字字都是聖靈所默示的。
2. 我們相信：神是獨一的三一神，父、子、靈同等，共存，從亙古到永遠。
3. 我們相信：神的兒子，就是神自己，成為肉身，成為人，名叫耶穌，由童女馬利亞所生，來作我們的救贖主和救主。
4. 我們相信：耶穌是真正的人，曾在地上生活三十三年半，使人認識父神。
5. 我們相信：耶穌是神用聖靈所膏的基督，為我們的罪死在十字架上，流血為我們成功了救贖。
6. 我們相信：耶穌基督埋葬三日以後，就從死裡復活（肉身上和靈性上）；並在復活裡成為賜生命的靈，將祂自己分賜到我們裡面，作我們的生命和一切。
7. 我們相信：基督復活後升到天上，被神立為萬有的主。
8. 我們相信：基督升天以後，將神的靈澆灌下來，把祂所揀選的肢體浸入一個身體裡。神的靈，也就是基督的靈，今天在地上運行，叫罪人知罪，重生神所揀選的人，住在基督的眾肢體裡；使他們在生命裡長大，並建造基督的身體，讓祂得著完滿的彰顯。
9. 我們相信：在這世代的末了，基督要回來提接祂的眾肢體，審判世界，得著全地，並建立祂永遠的國度。我們相信，得勝的聖徒要在千年國度裡與基督一同作王掌權；並且所有在基督裡的信徒，都將有分於新天新地新耶路撒冷裡神聖的福分，直到永遠。

## 會所

### 城中大區
1. 一會所：中正區金山南路一段72號（台灣福音書房門市所在地）
2. 二會所：萬華區成都路102號4樓
3. 十五會所：大安區忠孝東路四段176號5樓
4. 十七會所：大安區信義路三段147巷5弄11之1號
5. 十八會所：萬華區萬大路387巷45號
6. 三十八會所：中正區忠孝東路一段150號7樓
7. 五十會所：萬華區西藏路115巷6弄6號1樓
8. 五十一會所：大安區忠孝東路三段217巷8弄8號2樓
9. 六十四會所：萬華區成都路102號3樓（位於二會所樓下）
10. 七十六會所：中正區林森南路61巷15弄1之1號
11. 八十五會所：中正區中華路二段441巷10號
12. 一○一會所：中正區金山南路一段72號

### 中山、大同大區
1. 四會所：大同區南京西路18巷16號
2. 九會所：中山區建國北路二段28號
3. 二十四會所：大同區重慶北路三段96號之1
4. 三十五會所：中山區北安路621巷39號
5. 四十六會所：中山區建國北路二段121號3樓
6. 七十四會所：中山區民權東路二段1號B1

### 信基大區
1. 五會所：信義區永吉路200巷42號
2. 六會所：信義區信義路四段460號3樓（位於信基大樓）
3. 七會所：松山區南京東路五段23巷15弄17號
4. 十六會所：大安區嘉興街363巷9號1樓
5. 三十四會所：大安區和平東路三段5號3樓
6. 四十會所：信義區莊敬路322號5樓
7. 四十一會所：松山區民生東路五段141號2樓
8. 五十二會所：松山區延吉街11號2樓之1
9. 六十九會所：大安區通化街176巷1之1號
10. 七十二會所：松山區民生東路四段93號2樓
11. 八十會所：信義區信義路六段20號2樓
12. 八十四會所：信義區莊敬路289巷16號B1
13. 八十六會所：大安區嘉興街363巷9號1樓（與十六會所共用）
14. 一○六會所：信義區信義路四段460號8樓（位於信基大樓8樓）

### 港湖大區
1. 二十會所：內湖區文德路22巷16弄25號
2. 二十一會所：南港區研究院路二段2巷6號
3. 二十五會所：南港區中坡南路31巷2號
4. 二十八會所：內湖區東湖路113巷70弄12號
5. 四十五會所：內湖區成功路四段61巷8弄4號1樓
6. 四十八會所：南港區重陽路166巷7號2樓
7. 六十五會所：內湖區民權東路六段123巷34弄2號1、2樓
8. 七十會所：信義區福德街252號2樓
9. 七十八會所：內湖區大湖山莊街93之1號B1
10. 港湖相調中心/學生中心：內湖區成功路五段2號B1

### 士林大區
1. 十一會所：士林區美德街49號
2. 十四會所：北投區義理街52號
3. 二十二會所：士林區天玉街38巷13弄1號
4. 二十三會所：士林區德行東路109巷17弄14號
5. 二十六會所：士林區中正路655巷17號2樓
6. 四十四會所：北投區明德路174巷8號1樓
7. 四十九會所：士林區承德路四段178號4樓
8. 六十三會所：士林區福國路56巷8號
9. 六十六會所：北投區致遠一路一段10巷8號1樓
10. 八十八會所：士林區志成街22巷15弄15號

### 北投大區
1. 十二會所：北投區民族街1號
2. 三十六會所：北投區大度路三段215號1樓
3. 三十七會所：北投區復興一路48號
4. 六十會所：北投區中央北路四段280號
5. 六十一會所：北投區北投路二段13號B1
6. 七十九會所：北投區泉源路28號B1
7. 八十一會所：北投區民族街1號（與十二會所共用）
8. 八十三會所：北投區民族街1號（與十二會所共用）
9. 一百一十二會所：北投區民族街1號（與十二會所共用）

### 大安大區
1. 三會所：大安區和平東路一段141巷1號
2. 八會所：中正區廈門街113巷17之3號
3. 十九會所：大安區羅斯福路三段333巷5號
4. 三十九會所：
大安區和平東路二段163號2樓之1
大安區和平東路二段96巷11號B1
5. 四十七會所：中正區重慶南路三段1號3樓
6. 六十二會所：中正區和平西路一段56號2樓之4
7. 六十八會所：
大安區羅斯福路四段119巷22號1樓
中正區羅斯福路四段40巷1之3號1樓
8. 七十一會所：大安區和平東路一段141巷1號（與三會所共用）
9. 七十五會所：大安區羅斯福路三段81號2樓
10. 八十二會所：中正區和平西路一段56號2樓之4（與六十二會所共用）
11. 一○三會所：大安區和平東路一段141巷1號（與三會所共用）

### 文山一大區
1. 十會所：文山區木柵路三段85巷6號
2. 十三會所：文山區景美街1號B1
3. 二十七會所：文山區萬美街一段35號1樓
4. 四十二會所：文山區新光路一段167號B1
5. 五十三會所：文山區萬美街一段19巷1號
6. 六十七會所：文山區木柵路一段325之1號
7. 七十三會所：文山區萬美街一段19巷1號（與五十三會所共用）
8. 七十七會所：文山區木新路二段111巷12弄3號B1
9. 八十七會所：文山區興隆路二段233巷17號
10. 八十九會所：文山區興隆路二段233巷17號（與八十七會所共用）

### 文山二大區
1. 三十會所：文山區三福街76號
2. 三十一會所：文山區興隆路二段153巷6弄9號B1之1
3. 三十三會所：文山區興隆路三段300號1樓
4. 五十五會所：文山區三福街76號
5. 五十六會所：文山區興隆路二段153巷6弄9號B1之1（與三十一會所共用）
6. 五十八會所：文山區興隆路三段300號1樓
7. 九十會所：文山區三福街76號（與三十會所共用）
8. 九十一會所：文山區興隆路二段153巷6弄9號B1之1（與三十一會所共用）
9. 九十二會所：文山區興隆路二段153巷6弄9號B1之1（與三十一會所共用）
10. 九十三會所：文山區興隆路三段300號1樓（與三十三會所共用）
11. 九十四會所：文山區興隆路三段300號1樓（與三十三會所共用）

### 文山三大區
1. 二十九會所：文山區羅斯福路六段136號B1
2. 三十二會所：文山區溪口街1巷3號
3. 四十三會所：文山區羅斯福路六段159巷17號B1
4. 五十四會所：文山區羅斯福路六段136號B1（與二十九會所共用）
5. 五十七會所：文山區溪口街1巷3號（與三十二會所共用）
6. 五十九會所：文山區羅斯福路六段159巷17號B1（與四十三會所共用）
7. 九十五會所：文山區羅斯福路六段136號B1（與二十九會所共用）
8. 九十六會所：文山區溪口街1巷3號（與三十二會所共用）
9. 九十七會所：文山區溪口街1巷3號（與三十二會所共用）
10. 九十八會所：文山區羅斯福路六段159巷17號B1（與四十三會所共用）
11. 九十九會所：文山區羅斯福路六段159巷17號B1（與四十三會所共用）
12. 一○○會所：文山區羅斯福路六段159巷17號B1（與四十三會所共用）

## 社會責任

#### 長期照顧
近年台北市召會也關心社會、積極擔起基督徒的社會責任，例如於2010年捐助成立私立佳安老人長期照顧中心，並將位於桃園市龍潭區佳安的大樓（原用於信徒聚會、住宿用途）捐助予該中心作為長期照顧用途。

#### 防疫捐款
2021年6月17日，台北市召會也以法人名義代表召會基督徒捐贈新台幣2,000萬元予臺北市政府，由市府統籌運用於新型冠狀病毒肺炎防疫，支援第一線醫護及購置防疫藥品器材。

## 外部連結
- 台北市召會 （页面存档备份，存于）